# Unión Republicana Juvenil de Bielorrusia
La Unión Republicana Juvenil de Bielorrusia (en bielorruso: Беларускі рэспубліканскі саюз моладзі, en ruso: Белорусский республиканский союз молодежи; URJB), es una organización juvenil bielorrusa. Sus objetivos son promover el patriotismo e inculcar valores morales en la juventud de Bielorrusia, mediante actividades como campamentos, eventos deportivos y visitas a monumentos conmemorativos. La organización fue creada tras la fusión de otros grupos juveniles en 2002 y es la sucesora del Komsomol de la RSS de Bielorrusia.  
La URJB es el grupo juvenil más grande de Bielorrusia y cuenta con el apoyo del gobierno bielorruso. Algunas personas han acusado al grupo de utilizar métodos de coerción y promesas vacías para reclutar nuevos miembros y de ser utilizado como propaganda para el gobierno de Alexander Lukashenko.

## Introducción
La URJB es la mayor organización juvenil en Bielorrusia y cuenta con el apoyo del gobierno bielorruso. La URJB es considerada la sucesora legal de la Unión Juvenil Comunista Leninista de Bielorrusia (la rama del Komsomol en la República Socialista Soviética de Bielorrusia), el Frente Patriótico Juvenil Bielorruso fue creado en 1997 por el Presidente de Bielorrusia Alexander Lukashenko.

## Historia

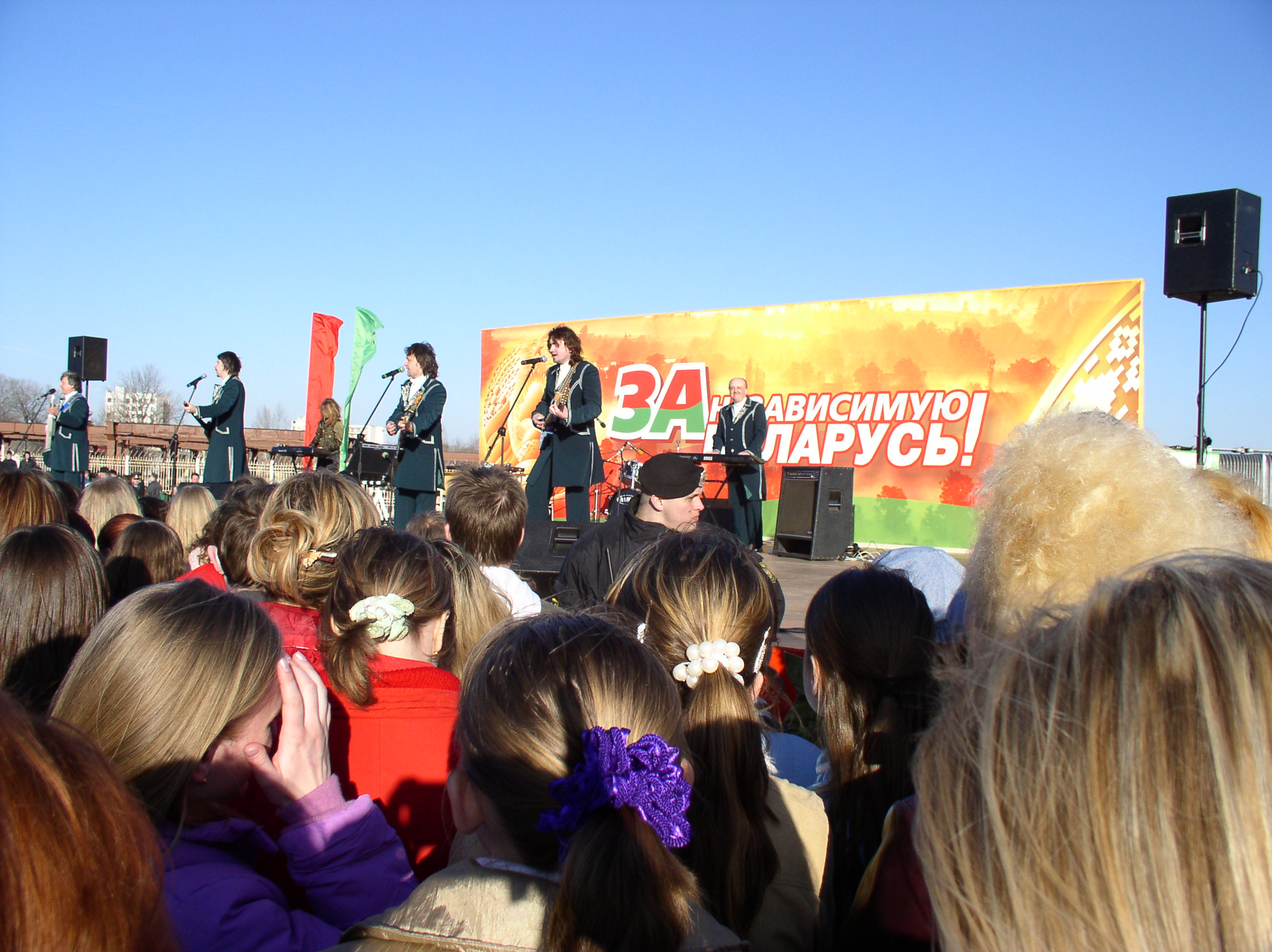
Concierto por la independencia de Bielorrusia, 2007.

La organización fue creada después de la unión de otros grupos juveniles en el año 2002, la organización es la sucesora de la Liga Juvenil Comunista de la República Socialista Soviética de Bielorrusia. La URJB fue creada el 6 de septiembre del año 2002, tras la fusión de dos organizaciones juveniles bielorrusas: la Unión Juvenil Bielorrusa y el Frente Patriótico Juvenil Bielorruso. El presidente Alexandr Lukashenko no solamente emitió un decreto proclamando la creación de la URJB, también emitió varios decretos que ofrecían el apoyo del gobierno a la nueva organización, principalmente mediante los ministerios de educación y presidencia. El presidente Lukashenko declaró en un discurso en el año 2003 dirigido a la nación, que era necesario que la URJB jugara un papel clave en el desarrollo de la sociedad bielorrusa.

La juventud es nuestro principal recurso, está en el centro de nuestros planes y objetivos. Apenas hemos usado su poderoso potencial. A menudo ignoramos las iniciativas de los jóvenes. Muchos funcionarios del gobierno evitan el contacto directo con los jóvenes, temen las preguntas difíciles. Son incapaces de involucrar a los jóvenes en actividades públicas útiles, sin embargo, debemos trabajar en esta dirección, esto nos ayudará a evitar una serie de fenómenos negativos en el entorno juvenil. La situación actual exige un mayor papel de la Unión Juvenil Republicana Bielorrusa. La organización debe mostrar su capacidad para liderar el movimiento juvenil nacional bieloruso.
Aleksandr Lukashenko. Presidente de Bielorrusia.

## Objetivos
Sus objetivos son promover el patriotismo e inspirar unos valores morales entre la juventud bielorrusa, mediante actividades tales como: campamentos, eventos deportivos, visitas a monumentos y memoriales.

## Criticismo
Algunas personas han acusado a la organización de usar métodos de coacción y emplear promesas vacías para reclutar a nuevos miembros y usarlos como propaganda a favor del gobierno del presidente Alexander Lukashenko.

## Cuartel general
El cuartel general y la sede central de la organización se encuentra en la ciudad de Minsk, la capital nacional de Bielorrusia. Cada oblast de Bielorrusia, Minsk, Brest, Vítebsk, Gómel, Hrodno y Mahiliou, tiene su propia sección de la URJB. La URJB tiene unas 6.803 secciones locales en Bielorrusia. La organización nacional es dirigida por el primer Secretario General del Comité Central. Leonid Kovalev fue elegido primer secretario en el año 2006. La mayoría de los fondos de la URJB son entregados por el gobierno nacional.

## Símbolos
La organización tiene dos símbolos oficiales: un emblema y una bandera. El emblema está basado en la insignia del Komsomol soviético, y en la bandera nacional de Bielorrusia. El emblema tiene una barra roja con las iniciales doradas de la URJB escritas en alfabeto cirílico, sobre una barra verde en la que se muestra una rama de olivo dorada. La bandera de la URJB tiene los mismos elementos que el emblema, pero en el reverso aparece el nombre de la organización escrito en letras doradas y en ruso, en la sección de color rojo, encima de una otra sección de color verde.

## Membresía
Para unirse a la URJB, el solicitante debe tener una edad comprendida entre los 14 y los 31 años, y debe enviar su retrato a la organización. Si el solicitante tiene entre 14 y 16 años de edad, necesita el permiso escrito de un familiar cercano, o bien de un tutor legal. Un recuento del año 2003 del Institute for War and Peace Reporting mostró que la URJB tenía cerca de 120.000 miembros. Cada miembro debe abonar la suma de 3 rublos bielorrusos para poder ser miembro de la organización. La suma total del importe se ajusta a los ingresos económicos de la persona y su nivel de vida, la membresía en la organización está garantizada para los niños huérfanos y las personas con distintas capacidades.

## Actividades
En el año 2007, fue celebrado un concierto en favor de la independencia de Bielorrusia, dicho concierto fue organizado por la URJB. La mayor parte de las actividades que lleva a cabo la organización, son parecidas a las realizadas por el antiguo Komsomol soviético. Las principales actividades de la URJB incluyen la promoción del patriotismo bielorruso, esto se consigue mediante la participación en las ceremonias y homenajes celebrados en diversos monumentos memoriales repartidos por todo el país. Los miembros de la URJB también entregan flores a los veteranos de la Gran Guerra Patria, (la Segunda Guerra Mundial), para honrar su servicio durante la festividad nacional del Día de la Victoria. Tanto las visitas a los memoriales como las flores entregadas a los veteranos por parte de la organización, recuerdan a sus miembros los sacrificios que hicieron sus ancestros. La organización participa en actividades y deportes al aire libre, como fútbol, carreras, natación y hockey. Algunos de estos eventos deportivos involucran a diferentes grupos del interior de Bielorrusia o de países vecinos, como Rusia, Ucrania o Letonia. Los miembros de la organización también participan en competiciones con otros grupos extranjeros. La URJB organiza eventos sociales y conciertos para los jóvenes de Bielorrusia. La Unión Republicana Juvenil, fue uno de los principales organizadores del concurso Miss Bielorrusia 2004, un concurso de belleza. La URJB organiza brigadas de construcción de estudiantes, una práctica que comenzó en la antigua Unión Soviética.

## Sanciones internacionales
En junio de 2024, el BRSM y el primer secretario de su Comité Central, Alexandr Lukyanov, fueron añadidos a la lista de sanciones de la Unión Europea. En julio, Suiza, Albania, Bosnia y Herzegovina, Islandia, Liechtenstein, Macedonia del Norte, Moldavia, Montenegro, Noruega y Ucrania se sumaron a estas sanciones.